# Jeanine Belkhodja
Pour les autres membres de la famille, voir Famille Belkhodja.
Jeanine Nadjia Belkhodja Kessous dite Jeanine Belkhodja, née le 2 avril 1928 à Alger et morte le 27 octobre 2013 à Paris (13e arrondissement) est une médecin algérienne.

## Biographie
Une des premières étudiante à la Faculté d’Alger, elle devient communiste sans renier sa foi catholique ce qui lui vaut de ne pas être admise à l'aumônerie de la faculté. Elle est perçue socialement comme musulmane. Elle rencontre Daniel Timsit, lui aussi en faculté de médecine, Maurice Audin et Josette Audin. Elle obtient sa thèse de docteur en médecine en 1955. Son engagement envers la médecine sociale la rapproche d'André Mandouze et de son Association de la jeunesse algérienne pour l’Action sociale ce qui lui permet de faire la connaissance de Pierre Chaulet et Alice Cherki, eux-aussi médecins.
En 1955, elle aide les Combattants de la libération en leur apportant des médicaments et les soignant alors qu'ils créent le maquis communiste de l’Ouarsenis, et ensuite au service de l’Armée de libération nationale (ALN). Le 14 mars 1957, elle est arrêtée durant la bataille d’Alger par les bêrets verts puis torturée dans la Villa Sésini et emprisonnée à la prison de Barberousse. À sa sortie de prison en 1960 en France où elle est exilée, elle part en Tunisie pour s’occuper du services de santé de l’ALN dans le cadre du gouvernement provisoire de la République algérienne. Elle rentre en 1962 à Alger pour soigner les victimes de l’Organisation de l'armée secrète.
Avec Pierre Chaulet, elle contribue à l'éradication de la tuberculose en Algérie.
Elle est ensuite professeure de gynécologie obstétrique à Alger et travaille dans l’hôpital Mustapha d’Alger. En parallèle, elle soutient le mouvement des femmes, et fait partie de l'Union des femmes algériennes (UNFA) et du Conseil national économique et social (Cnes).
Dans les années 1970, elle contribue à l'organisation du Programme national de planification familiale. En 2001, après les attaques de Hassi Messaoud, elle soigne les femmes qui ont subi des violences.
Elle meurt à l'hôpital de la Pitié-Salpêtrière d'une longue maladie. Elle est enterrée à Alger dans le cimetière de Sidi M’hamed, avec ses parents.

## Vie privée
Fille d'un père kabyle Kouloughli catholique et d'une mère d'origine corse, Jeanine Belkhodja est catholique pratiquante.